# Центральная городская библиотека Мурманска
Центральная городская библиотека Мурманска основана в 1943 году. Включает в себя 16 филиалов, в том числе литературный музей имени Н. Н. Блинова.

## История
Основана в октябре 1943 года в годы Великой Отечественной войны как Городская библиотека № 1 по решению заседания исполнительного комитета Мурманского городского совета трудящихся (Протокол № 101 «Об открытии библиотеки»), находилась на ул. Сталина, 51/9. Сама библиотека и фонды сгорели во время войны, а первая заведующая, Л. А. Ерохина, погибла при бомбежке. Новым местом для библиотеки стал Дом пионеров по ул. Сталина, но в конце 1945 года он был закрыт.
Большая заслуга в становлении библиотеки принадлежит Е. Н. Чеховской, заведующей библиотекой в 1944—1945, 1953—1968 годах и Н. П. Никитиной, заведующей библиотекой в 1970—1980 годах. 
В апреле 1952 года городская библиотека была размещена в здании в районе Жилстрой (ул. Советская д. 17), где находилась до 1979 года.
В апреле 1975 года все городские библиотеки были объединены в Централизованную библиотечную систему, первой городской библиотеке присвоен статус Центральной. С 1 ноября 1975 г. библиотеки Мурманска были объединены в одно крупное учреждение с 16 филиалами, с единым фондом, штатом, филиалами, комплектованием и обработкой литературы. 
В конце 1979 году  Центральная библиотека переехала в новое помещение в Первомайском районе на Кольском проспекте, 93, где она находится и поныне.
С 1987 года по 2017 год Мурманскую централизованную библиотечную систему возглавляла Наталия Петровна Елисеева. 
В 2002 году учреждение получило название «Центральная городская библиотека». С 2000 года библиотека — член Российской библиотечной ассоциации. 
26 марта 2008 года в рамках программы открылся первый в городе информационный интеллект-центр филиал № 9. 
Он стал первой библиотекой в России, расположенной на территории торгового комплекса. В то время информационный интеллект-центр располагался на ул. К. Маркса в доме 38/1, а впоследствии переехал в другой торговый комплекс в том же микрорайоне. Библиотека в торговом комплексе приблизила информационное обслуживание к населению. Именно здесь в 2008 году началось обучение пенсионеров и инвалидов города основам компьютерной грамотности и работе в сети интернет.
Модель библиотеки в торговом комплексе понравилась мурманчанам, и в 2009 году при поддержке городской власти было решено повторить этот проект для жителей Ленинского округа. 23 января открылся ИИЦ филиал № 10 в здании торгового центра на ул. Героев-североморцев, 38.
В этом же году, 27 мая, у библиотеки появился сайт, началось постепенное развитие услуг в удаленном режиме: доступ к электронному каталогу, виртуальная справка, онлайн-продление и др.
Благодаря разработке и реализации преемственных целевых программ развития сегодня в городе успешно функционируют 17 интеллект-центров, большинство из которых были открыты на базе традиционных библиотек.
С 2017 года по март 2022 года директором учреждения была Светлана Евгеньевна Исаева. Изменился подход к организации библиотечного пространства – создаются условия для комфортного самостоятельного времяпровождения. 
6 сентября 2019 года в Мурманске на базе ИИЦ филиала № 24 на ул. Шабалина, 59 открылась первая в России модельная библиотека – современное многофункциональное культурное пространство нового поколения. В открытии приняли участие бывший министр культуры РФ Владимир Ростиславович Мединский и глава региона Андрей Владимирович Чибис. 
В библиотеке нового поколения несколько функциональных зон: чиллаут-зона для общения и работы с ресурсами; зона коворкинга; современный зал выдачи литературы для всех посетителей, в том числе, с ограничениями здоровья опорно-двигательного аппарата; зона социальной адаптации и реабилитации, в которой организованы творческие мастерские; лекционный зал; выставочная и справочная зоны.
Библиотека оснащена самым современным мультимедийным оборудованием: проектором, шлемом виртуальной реальности, графическими планшетами, мультстудией, экшн-видеокамерами, аудиосистемой, световым столом для рисования песком и акваанимации, экосенсорным столом и многим другим.
С 1 октября 2021 года ИИЦ филиал № 9 стал функционировать как Арт-библиотека, организованная по модельному стандарту. В рамках модернизации увеличена площадь помещения; созданы дополнительные пространства для развития новых направлений работы (конференц-зал, коворкинг); творческая мастерская с оборудованием для шитья, вязания, вышивки и т.д.; гончарная студия; зал неформального общения; студии звукозаписи и фото-, видеосъемки.
Переоснащение библиотеки по модельному стандарту призвано сделать её современной площадкой для равного доступа горожан к качественным информационным ресурсам, пространством неформального общения, местом реализации запросов людей на участие в общественной жизни. Сегодня это ориентиры не только для модельных библиотек, но и для дальнейшего развития всех наших интеллект-центров.
1 апреля 2022 года директором учреждения стала Ольга Сергеевна Вовк.
В октябре 2022 года специалисты проектного офиса по созданию модельных библиотек в Мурманской области, на основании поданной заявки, составили экспертное заключение и утвердили новый статус Арт-библиотеки.
1 сентября 2023 года в на базе ИИЦ филиала № 2 открылось новое молодежное пространство «Сопки», концепция которого разработана Комитетом молодёжной политики Мурманской области. В обновленном пространстве проводятся тренинги и лектории, встречи с интересными людьми, интерактивные выставки и мастер-классы, мозговые штурмы и научно-просветительские мероприятия. Для гостей молодёжного пространства есть возможность поиграть в приставку и аэрохоккей, почитать комиксы и журналы, а также заняться самообразованием, работой над творческими или научными проектами.
29 сентября 2023 года на базе ИИЦ филиала № 5 состоялось открытие модельной библиотеки, модернизированной в рамках национального проекта «Культура». Зеленая библиотека — единственная библиотека экологической направленности в городе, обладающая обширной коллекцией живых растений, обеспеченная специальным оборудованием для их выращивания и проведением исследовательской деятельности. Фитолаборатория укомплектована электронным микроскопом, фитошкафами и гидропонными установками. Также для посетителей действует сенсорная комната, детский скалодром, игротека и библиозал.

## Деятельность
Библиотечная сеть включает Центральную библиотеку и 16 филиалов, расположенных во всех трёх административных округах города. Количество посещений ежегодно составляет свыше 400 тыс. читателей, книговыдача — более 1 млн экземпляров. Во всех филиалах организован бесплатный доступ к сети Интернет. Для пользователей организовано около 100 автоматизированных рабочих мест. 
С целью обеспечения равных возможностей для инвалидов и пенсионеров с 2008 года сотрудники бесплатно проводят занятия по обучению основам компьютерной грамотности. Обучено около 5 тыс. чел. Около 200 инвалидов обслуживается на дому. С внедрением новых технологий в библиотеках стало больше молодежи (35 %). В библиотеке проводятся литературные праздники, библиотечные квесты, работает свыше 10 клубов для любой возрастной категории. С 2013 года Центральная городская библиотека принимает участие во Всероссийской акции в поддержку чтения «Библионочь». Ежегодно библиотека проводит свыше 700 мероприятий.
Штат библиотеки — 130 сотрудников. 

### Сайт
Библиотека имеет свой сайт www.murmanlib.ru., на котором представлены услуги: виртуальная справка, доступ к электронному каталогу, online-продление, архив газет «Вечерний Мурманск» и «Арктическая Звезда», бесплатный доступ к электронным библиотекам "Лань", "Grebennikon", "Кольский Север".